# Sintoria pappi
Sintoria pappi là một loài ruồi trong họ Asilidae. Sintoria pappi được Wilcox miêu tả năm 1972. Loài này phân bố ở vùng Tân Bắc giới.